# Szanaga
Szanaga (ros. Шанага) – wieś (ułus) w Rosji, w Buriacji, w rejonie biczurskim. W 2010 liczyła 455 mieszkańców.